# Нейман, Лина-София Самуиловна
Лина-София Самуиловна (Лина Самойловна) Нейман (урождённая Урысон; 31 июля (12 августа) 1883, Ковно — 13 марта 1971, Москва) — русский советский детский писатель, литературовед.

## Биография
Родилась 31 июля (12 августа) 1883 года в Ковно, в семье Самуила Иосифовича Урысона (1854, Вильковишки — 1927, Одесса) и Хаи-Бейлы Иоселевны (Беллы, Берты Иосифовны) Рабинович (?—1909, Одесса). Отец, Самуил (Шмуль) Урысон, вместе с братьями Гуго, Адольфом, Савелием и Яковом основал «Банкирский дом братьев Урысон» в Ковно и в 1892 году возглавил одесскую контору этого банка. Младший брат Лины — математик Павел Самуилович Урысон (1898—1924). В 1893 году семья переехала в Одессу, где в 1902 году Лина окончила частную гимназию С. И. Видинской. Ещё во время учёбы в восьмом классе преподавала русский язык в воскресной школе, а после окончания гимназии работала в Женском еврейском профессиональном училище Второго разряда Б. Гольдштейн и М. Шпиглер. В 1904 году поступила на историческое отделение историко-филологического факультета Одесских педагогических курсов (в 1906 году преобразованы в Одесские высшие женские курсы). В январе 1907 года перевелась на историко-филологический факультет Московских высших женских курсов, по окончании которых в 1910 году была оставлена на кафедре русского языка у профессора П. Н. Сакулина. В 1911 году в Москве вышла замуж за вольнопрактикующего врача-уролога Симона Мордуховича (Семёна Марковича) Неймана (1873—?).
В 1912 году состоялся дебют Лины Нейман как детской писательницы: в издательстве Сытина вышла в свет её книга «Что было в России 100 лет тому назад?». В том же году она вместе с братом Павлом Урысоном совершила большую поездку по Европе, посетив Францию, Германию, Австро-Венгрию, Швейцарию, Швецию и Норвегию. О цели поездки Лина Нейман пишет в книге «Радость открытия», посвящённой брату Павлу: «Лина давно решила, что ей необходимо летом поехать за границу. Она интересовалась постановкой школьного дела в Германии и Австро-Венгрии». Результатом этой поездки стала статья «Дополнительные народные школы в Германии», опубликованная в 1915 году в журнале «Вестник воспитания» (№ 7-8). В годы революции и гражданской войны Лина Самойловна в основном занимается педагогической деятельностью: в 1918 году работала лектором по литературе в военкомате Москвы (так указано в её личном деле в Союзе Писателей СССР), в 1918—1919 годах — инструктором Цепутькульта (культурно-просветительной комиссии при профсоюзе железнодорожников), в 1921—1922 годах преподавала литературу в Гавузе (Главное управление военно-учебных заведений), с 1921 года — в Институте слова, с 1922 года — во II артиллерийской школе и в Военно-хозяйственной школе.
Перелом в профессиональной деятельности произошел в 1923—1927 годы, когда Л.-С. С. Нейман стала писать повести и рассказы для детей дошкольного и младшего школьного возраста. В 1927 году в Госиздате, в биографической серии библиотеки «В помощь школьнику» выходит её книга «Лейтенант Шмидт — герой севастопольского восстания», которая была благосклонно встречена критикой. Так, известный литературовед и революционер М. М. Клевенский отметил в рецензии: "Книжка написана без извращения исторических фактов, популярным языком, короткими предложениями… Составительница избежала опасности всестороннего возвеличения своего героя: кратко, но совершенно определённо она указала на то, что у этого мужественного и самоотверженного человека была в голове немалая политическая путаница. В эти же годы Л.-С. С. Нейман становится постоянным автором детского журнала «Мурзилка», где с 1927 по 1933 годы было опубликовано 48 её рассказов.
В второй половине 1920-х годов развивается активность еврейского советского земледелия в Крыму: уже к 1928 году там было создано 88 поселений-коммун. В целях пропаганды советское правительство привлекает к этому важному для аграрной политики государства процессу творческую интеллигенцию. Вместе с известными художниками М. Аксельродом, М. Горшманом, Л. Зевиным в командировку по «еврейским колхозам» отправляется и Л.-С. С. Нейман. В результате она пишет целый ряд рассказов и повестей, вышедших несколькими книгами, о детях живущих и работающих в еврейских коммунах в Крыму: «Коммуна Дер Эмес», «Молотьба», «Клетчатый», «Зверушкины шутки», «Дети еврейской коммуны», «Ударная бригада», «Встреча товарищей» и другие.
В 1937 году в «Детгизе» была подготовлена к печати книга Нейман «Пятница», посвящённая революционеру Осипу Пятницкому. Однако после ареста Пятницкого в 1937 году (в следующем году он был расстрелян) набор книги был рассыпан. Это негативно отразилось на состоянии автора, и Л.-С. С. Нейман надолго оставила литературное творчество. Лишь после XX съезда КПСС в 1956 году и разоблачения культа личности писательница, благодаря поддержке таких своих друзей-писателей, как Ал. Алтаев, Е. Тараховская, М. Пришвин, Л. Кассиль, Е. Ильина, С. Маршак, Р. Фраерман, возвращается к писательскому труду. В 1960 году в издательстве «Детская литература» издается «Пятница» с рисунками Наума Цейтлина. Но только в 1961 году, в возрасте 78 лет, Л.-С. С. Нейман принимают в Союз Писателей СССР. Книга «Радость открытия», посвящённая Павлу Урысону, которую Лина Нейман считала главным трудом своей жизни, вышла только в 1972 году, через год после смерти писательницы.

## Память
Биографии Л. С. Нейман посвящена книга израильского автора Михаила Короля «Дер Эмес фун Лина (Лина Самойловна Нейман и другие)» (Тель-Авив, издательство книжного магазина «Бабель», 2024).

## Семья
- Младший брат — математик Павел Урысон
- Двоюродные братья:
  - германский публицист Йозеф Блох (1871—1936), основатель газеты «Sozialistische Monatshefte[нем.]»;
  - шахматист Бениамин Маркович Блюменфельд;
  - правовед, редактор журнала «Вестник права» Исаак Савельевич Урысон (1877—1938, расстрелян).
    - Сын двоюродной сестры — музыковед Л. А. Мазель.